# David Korenfeld
David Korenfeld Federman (Ciudad de México, 10 de abril de 1973) es un consultor privado mexicano, especialista en temas de agua, clima y sostenibilidad a nivel internacional, así como doctor en Ciencias y Tecnología del Agua. Fue Presidente del Consejo Intergubernamental del Programa Hidrológico Internacional de la Unesco y Gobernador del Consejo Mundial del Agua. Entre otros cargos, se ha desempeñado como regidor y presidente municipal de Huixquilucan en el Estado de México, secretario del Agua y Obra Pública del mismo estado y titular de la Comisión Nacional del Agua entre 2012 y 2015.

## Biografía

### Estudios
Estudió la licenciatura en derecho en la Universidad Anáhuac en donde fue presidente de la sociedad de alumnos, es maestro y doctor en Administración Pública por esta misma institución. Es doctor en Ciencias y Tecnología del Agua por el Instituto Mexicano de Tecnología del Agua. Posee, además, un diplomado en Análisis Político que cursó en la Universidad Iberoamericana., así como un doctorado Honoris Causa por la Universidad de Tel Aviv de Israel y una estancia postdoctoral en la Universidad de Nuevo México, en EUA.

### Carrera política
Desde 1997 y hasta el año 2000 fue cuarto regidor del municipio de Huixquilucan, Estado de México y luego director general de la Comisión para la Regulación del Suelo a nivel estatal, puesto que desempeñó por dos años (2001-2002). En 2003 fue elegido presidente municipal de Huixquilucan cargo en el que se desempeñó hasta 2006, tras lo cual asumió el puesto de Secretario del Agua y Obra Pública del Estado de México, en el que fue designado por el entonces gobernador de dicho estado Enrique Peña Nieto.
Cuando Peña Nieto ganó las elecciones a la presidencia de México en 2012, eligió a Korenfeld Federman como «coordinador de Agua» en su equipo de transición, tendiente a la asunción del cargo presidencial el 1 de diciembre de dicho año. Pocos días después de que Peña Nieto tomó posesión del ejecutivo federal, el 4 de diciembre de 2012, Korenfeld Federman fue designado como nuevo director del órgano desconcentrado Comisión Nacional del Agua en sustitución de José Luis Luege Tamargo.

### Otros cargos y distinciones
Además de sus cargos políticos David Korenfeld Federman se ha formado parte de otras asociaciones relacionados con los temas hídricos:
- Miembro del Panel de Alto Nivel de Expertos y Líderes de Agua y Desastres relacionados con el Agua (HELP)[10]
- Miembro del Consejo Directivo del Centro Internacional para la Gestión de los Desastres y Riesgos relacionados con el Agua (ICHARM)[11][12]
- Gobernador del Consejo Mundial del Agua, Colegio 5 Asociaciones y Académicos[13]
- Presidente del Consejo Intergubernamental del Programa Hidrológico Internacional de la Unesco (desde 2014);[14]
- Embajador del Programa IWA Fellows por la International Water Association (IWA) (2014)[15]
- Presidente de Asociación Nacional de Empresas de Agua y Saneamiento (ANEAS) de México (2007 - 2012);
- Presidente de la Asociación de Entes Reguladores de Agua Potable y Saneamiento de las Américas (ADERASA) (2008 - 2010);
- Presidente del Consejo de Administración del Organismo "Aguas de Huixquilucan" (2003-2006);
- Presidente del consejo Directivo de la Comisión del Agua del Estado de México (CAEM) y Presidente de la Comisión de Agua y Drenaje del Área Metropolitana (CADAM) (2006-2011);
- Miembro de la Junta de Gobierno del Consejo Mundial del Agua (Desde 2009);
- Miembro Honorífico de la Asociación de Ingenieros y Arquitectos de México (desde 2014);
- Miembro de la Sociedad Mexicana de Geografía y Estadística;
- Integrante de la International Water Association (IWA) y de la American Water Works Association (AWWA)

Ha recibido el premio Nezahualcóyotl de Ingeniería Civil, que le fue otorgado por el Colegio de Ingenieros Civiles del Estado de México en 2009, mientras que la American Water Works Association le otorgó el premio George Warren Fuller en 2010 y en 2015 recibió de la International Water Resources Association (IWRA) el Premio a la Excelencia en la Gestión de Recursos Hídricos.

## Obras

### Como autor
- Korenfeld Federman, David (2005). El Sistema Sancionador Mexicano. Teoría de la Sanción Administrativa. México: Instituto Nacional de Administración Pública.
- Korenfeld Federman, David (2011). Agua: Armonía, equilibrio y desarrollo. México: Bermellón.
- Korenfeld Federman David (2015). ¿Cómo evitar la Crisis del Agua?

### Como coeditor
- Alexander Naime Libien (2007).  Korenfeld Federman, David, ed. El Agua, Ciclo de un Destino. México: Instituto Mexiquense de Cultura. ISBN 9789684846739.

### Como coordinador
- VV.AA. (2009). Cultura del Agua, hacia un uso eficiente del Recurso Vital. Korenfeld Federman, David (coord.). México: Secretaría de Agua y Obra Pública. Gobierno del Estado de México. ISBN 9789708260749.

## Publicaciones
- Korenfeld Federman, David; et al. (2014). «Constructing a framework for National Drought Policy: The way forward in Mexico», En: Weather and Climate Extremes, vol. 3, pp. 90-94[21]

## Controversias
El 1 de abril de 2015 se denunció a través de redes sociales que el día anterior, 30 de marzo, Korenfeld utilizó un helicóptero oficial de la Comisión Nacional del Agua para fines personales. Ese mismo día la dependencia oficial emitió un comunicado en donde explicó que el uso se debió a un asunto médico, Korenfeld había utilizado el helicóptero para trasladarse al Aeropuerto Internacional de la Ciudad de México, sin embargo el gerente de la agencia de viajes Cuveé Escapes en Vail, Colorado, confirmó que Korenfeld y su familia tenían una reservación para pasar el fin de semana en su resort. Ante el rechazo a tal hecho, se disculpó públicamente, calificó el hecho como un «error inexcusable», y anunció que pagó el costo del uso del helicóptero mediante un depósito a la Tesorería de la Federación. Posteriormente, la Secretaría de la Función Pública anunció el inicio de un proceso de investigación contra Korenfeld en relación con el uso del helicóptero. Después de 12 días de haber sido exhibido utilizando un helicóptero oficial para fines personales, presentó su renuncia el 9 de abril de 2015. Tras agotar el procedimiento administrativo de responsabilidad en su contra, la Secretaría de la Función Pública determinó el pago de una multa, la cual no implica una prohibición para ejercer cargos públicos.
La Comisión Nacional del Agua (Conagua) contrató los servicios de la Universidad de Tel Aviv por tres estudios de contaminación de agua en el territorio nacional en 2015. En ese año la institución educativa de Israel le confirió a David Korenfeld Federman el título de doctor honoris causa y el nombramiento de presidente del Consejo Directivo de su Centro Internacional del Agua. Marco Fernández, investigador de México Evalúa, aseguró que el ex director general de la Comisión Nacional del Agua no respetó los lineamientos de la ley de responsabilidades de los servidores públicos, puesto que no se esperó un año para tener cualquier vínculo con la Universidad de Tel Aviv. Por su parte, la Universidad de Tel Aviv precisó que “el Doctorado honoris causa que se le otorgó a David Korenfeld en mayo de 2015 fue por su liderazgo internacional y por sus aportaciones en materia de agua y no por haber ocupado cargos públicos en México, como lo hizo hasta abril de 2015”, además puntualizó que “los contratos entre la Conagua y la Universidad de Tel Aviv datan de finales de agosto de 2015” y sus resultados finales fueron entregados a la dependencia para su debida implementación.